# Петњик
Петњик је насеље у општини Беране у Црној Гори. Према попису из 2003. било је 669 становника (према попису из 1991. било је 737 становника).

## Демографија
У насељу Петњик живи 523 пунолетна становника, а просечна старост становништва износи 38,0 година (37,4 код мушкараца и 38,6 код жена). У насељу има 179 домаћинстава, а просечан број чланова по домаћинству је 3,74.
Ово насеље је углавном насељено Србима (према попису из 2003. године).
|  |

| Демографија | Демографија | Демографија |
| Година      | Становника  | Становника  |
| ----------- | ----------- | ----------- |
|             |             |             |
|             |             |             |
|             |             |             |
|             |             |             |
| 1948.       | 561         |             |
| 1953.       | 610         |             |
| 1961.       | 607         |             |
| 1971.       | 634         |             |
| 1981.       | 692         |             |
| 1991.       | 737         | 727         |
| 2003.       | 713         | 669         |
|             |             |             |

| Етнички састав према попису из 2003.‍ | Етнички састав према попису из 2003.‍ | Етнички састав према попису из 2003.‍ | Етнички састав према попису из 2003.‍ | Етнички састав према попису из 2003.‍ |
| ------------------------------------ | ------------------------------------ | ------------------------------------ | ------------------------------------ | ------------------------------------ |
|                                      |                                      |                                      |                                      |                                      |
| Срби                                 | Срби                                 |                                      | 454                                  | 67,86%                               |
| Црногорци                            | Црногорци                            |                                      | 184                                  | 27,50%                               |
| Македонци                            | Македонци                            |                                      | 1                                    | 0,14%                                |
| непознато                            | непознато                            |                                      | 0                                    | 0,0%                                 |

| Година пописа     | 1948. | 1953. | 1961. | 1971. | 1981. | 1991. | 2003. |
| ----------------- | ----- | ----- | ----- | ----- | ----- | ----- | ----- |
| Број домаћинстава | 103   | 107   | 112   | 125   | 145   | 169   | 181   |

| Број чланова      | 1   | 2  | 3  | 4  | 5  | 6  | 7  | 8 | 9 | 10 и више | Просек |
| ----------------- | --- | -- | -- | -- | -- | -- | -- | - | - | --------- | ------ |
| Број домаћинстава | 179 | 24 | 31 | 33 | 26 | 35 | 14 | 9 | 5 | 2         | 0      |

| Пол    | Укупно | Неожењен/Неудата | Ожењен/Удата | Удовац/Удовица | Разведен/Разведена | Непознато |
| ------ | ------ | ---------------- | ------------ | -------------- | ------------------ | --------- |
| Мушки  | 285    | 118              | 151          | 10             | 6                  | 0         |
| Женски | 274    | 81               | 150          | 33             | 9                  | 1         |
| УКУПНО | 559    | 199              | 301          | 43             | 15                 | 1         |

| Пол    | Укупно                    | Пољопривреда, лов и шумарство | Рибарство                            | Вађење руде и камена | Прерађивачка индустрија       |
| ------ | ------------------------- | ----------------------------- | ------------------------------------ | -------------------- | ----------------------------- |
| Мушки  | 112                       | 11                            | 1                                    | 9                    | 27                            |
| Женски | 48                        | 5                             | 0                                    | 0                    | 9                             |
| УКУПНО | 160                       | 16                            | 1                                    | 9                    | 36                            |
| Пол    | Производња и снабдевање   | Грађевинарство                | Трговина                             | Хотели и ресторани   | Саобраћај, складиштење и везе |
| Мушки  | 1                         | 5                             | 8                                    | 4                    | 9                             |
| Женски | 0                         | 0                             | 5                                    | 1                    | 1                             |
| УКУПНО | 1                         | 5                             | 13                                   | 5                    | 10                            |
| Пол    | Финансијско посредовање   | Некретнине                    | Државна управа и одбрана             | Образовање           | Здравствени и социјални рад   |
| Мушки  | 0                         | 0                             | 19                                   | 9                    | 6                             |
| Женски | 0                         | 1                             | 5                                    | 12                   | 7                             |
| УКУПНО | 0                         | 1                             | 24                                   | 21                   | 13                            |
| Пол    | Остале услужне активности | Приватна домаћинства          | Екстериторијалне организације и тела | Непознато            | Непознато                     |
| Мушки  | 2                         | 0                             | 0                                    | 1                    | 1                             |
| Женски | 1                         | 0                             | 0                                    | 1                    | 1                             |
| УКУПНО | 3                         | 0                             | 0                                    | 2                    | 2                             |